# Robert Fulton
Robert Fulton (Little Britain, 14 novembre 1765 – New York, 24 febbraio 1815) è stato un ingegnere statunitense, inventore della nave a vapore. Sul battello Clermont, in navigazione sul fiume Hudson nel 1807, Fulton montò l'apparato motore ideato da James Watt.
Fulton è noto inoltre per aver progettato un innovativo sistema di sbarramento dei canali tramite l'utilizzo di piani inclinati e per alcune pubblicazioni sul miglioramento dei canali e sulla progettazione di battelli a vapore e sottomarini. Personalità di spiccata inventiva, costruì anche una macchina per tessere il lino, un macchinario per la produzione di corde e un altro per la lucidatura del marmo. Fulton cominciò ad interessarsi alle navi a vapore nel 1777 dopo aver fatto visita a William Henry di Lancaster (Pennsylvania) che in precedenza aveva imparato a conoscere la macchina a vapore di James Watt mentre era in visita in Inghilterra.

## Biografia

### Primi anni
Robert Fulton nacque in una fattoria di Little Britain, nella Contea di Lancaster in Pennsylvania, il 14 novembre 1765. Suo padre, Robert Fulton, era nato in Irlanda e poi emigrato a Filadelfia dove aveva sposato Mary Smith. La famiglia si trasferì poi a Lancaster, in Pennsylvania, dove il giovane Fulton frequentò una scuola elementare quacchera. Il ragazzo dimostrò presto un precoce interesse per le strumentazioni meccaniche. All'età di 13 anni costruì le ruote a pale per la barca da pesca del padre. Si interessò anche alle armi e ai vari macchinari utilizzati dagli operai i quali beneficiarono di numerosi suoi aggiustamenti e suggerimenti. Da ragazzo costruì anche alcuni razzi e fece esperimenti con il mercurio e la polvere da sparo. I suoi amici lo soprannominarono "Quicksilver Bob".
Imparò a disegnare presto e a 17 anni decise di diventare un artista. Suo padre, morto quando Robert aveva tre anni, era stato un amico del padre del pittore Benjamin West. Fulton in seguito incontrò West in Inghilterra e da allora divennero amici.
Fulton rimase per sei anni a Filadelfia, dove dipinse ritratti e paesaggi, disegnò progetti di case e macchine, e fu in grado di inviare soldi a casa per contribuire a sostenere la madre. Nel 1785 comprò una fattoria a Hopewell, Pennsylvania, e vi si è trasferì con sua madre e con la famiglia. Mentre si trovava a Filadelfia, Fulton aveva incontrato Benjamin Franklin e altre figure importanti della Guerra d'indipendenza. All'età di 23 anni decise di visitare l'Europa.

### Il soggiorno in Europa e le invenzioni

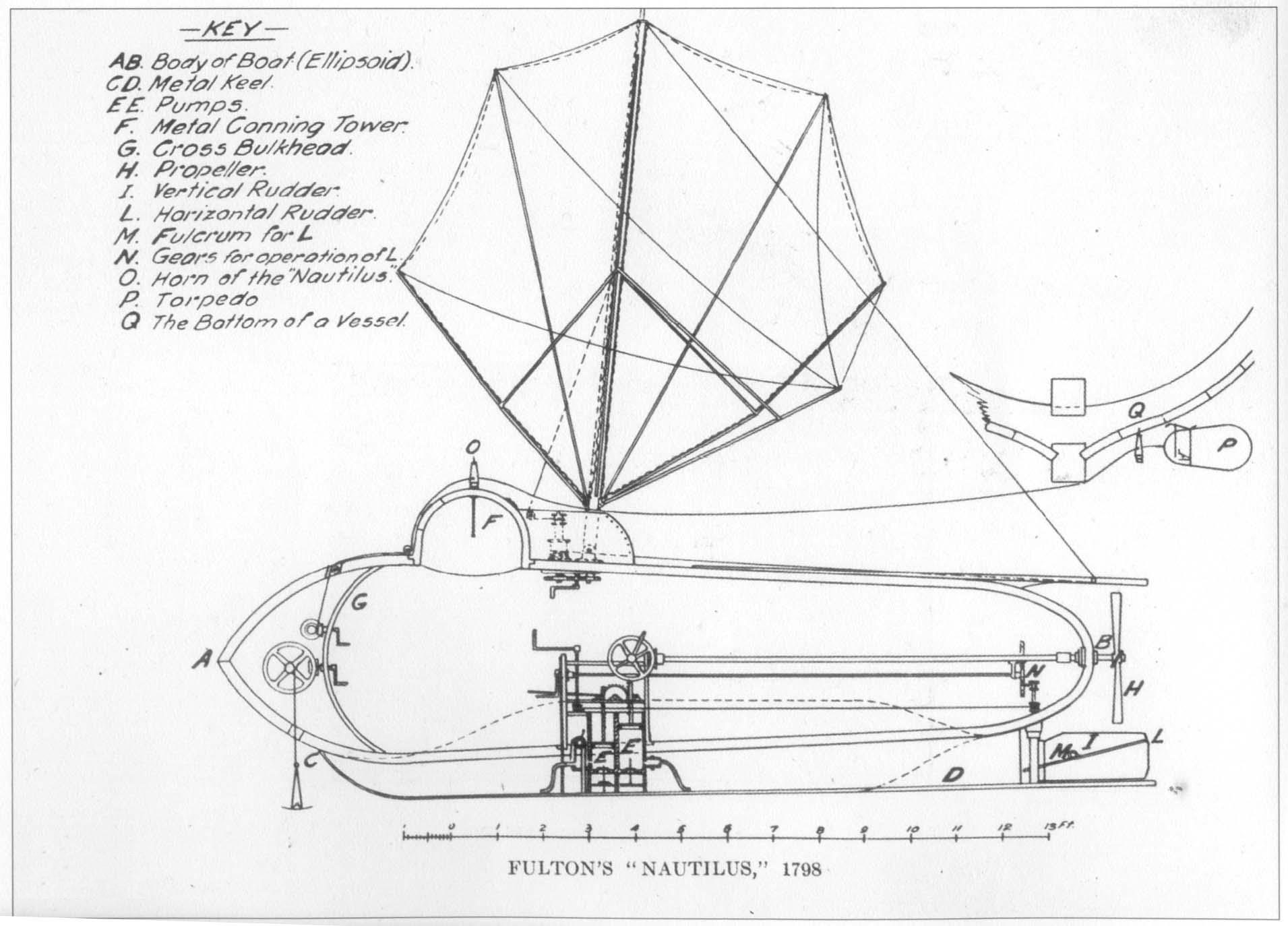
Il progetto del Nautilus, il primo sottomarino funzionale, inventato nel 1800.

Fulton ottenne molte commissioni per dipingere ritratti e paesaggi, che gli permisero di sostenersi economicamente, ma sperimentava continuamente invenzioni meccaniche. Pubblicò un piccolo saggio sui canali e brevettò una macchina di dragaggio e diverse altre invenzioni. Nel 1797 si recò a Parigi dove la sua fama di inventore era già nota. A Parigi, Fulton studiò il francese, il tedesco, la matematica e la chimica. Cominciò inoltre la progettazione di siluri e sottomarini. A Parigi incontrò James Rumsey che aveva posato per un ritratto nello studio di Benjamin West di cui Fulton era un apprendista.
Rumsey era un inventore della Virginia che aveva costruito il suo primo battello a vapore a Shepherdstown (ora in West Virginia) nel 1786. Già nel 1793, Fulton aveva proposto dei progetti di alcune navi a vapore sia al governo degli Stati Uniti che a quello britannico, e in Inghilterra aveva fatto la conoscenza di Francis Egerton, terzo duca di Bridgewater, il cui canale fu utilizzato per le prove di un nuovo rimorchiatore a vapore commissionati poi a William Symington. Symington aveva già provato con successo alcuni battelli a vapore nel 1788, e sembra probabile che Fulton fosse già a conoscenza di questi progetti.
La prima sperimentazione di successo di un battello a vapore si deve all'inventore John Fitch nel fiume Delaware il 22 agosto 1787, alla presenza dei delegati della Convenzione Federale. L'anno successivo Fitch provò una barca da 18 metri alimentata da un motore a vapore capace di trasportare fino a trenta passeggeri in numerosi viaggi di andata e ritorno tra Filadelfia e Burlington, nel New Jersey.
Nel 1797, Fulton si recò in Francia, dove Claude de Jouffroy aveva creato un battello a vapore funzionante nel 1783, e cominciò a sperimentare progetti di sottomarini. Qui progettò il primo sottomarino funzionante, il Nautilus tra il 1793 e il 1797. Chiese al governo di sovvenzionare la sua costruzione ma la proposta fu rifiutata due volte. Alla fine, tramite un contatto personale con il ministero della marina, nel 1800 gli fu concesso il permesso di costruzione.
In Francia Fulton aveva incontrato anche Robert R. Livingston che era stato nominato ambasciatore degli Stati Uniti in Francia nel 1801, e insieme a lui decise di costruire un battello a vapore per poi provarlo sul fiume Senna. Fulton sperimentò la resistenza all'acqua con varie forme dello scafo, realizzando diversi disegni e modelli. Alla prima prova la barca funzionò perfettamente, ma lo scafo fu poi ricostruito e potenziato, ma, nel corso di un'ulteriore prova, il 9 agosto 1803 il battello affondò nella Senna. La barca era lunga 20 metri ed aveva una velocità di 6,4 km/h contro corrente.
Nel 1806 Fulton sposò Harriet Livingston, nipote di Robert R. Livingston e figlia di Walter Livingston. Ebbero quattro figli: Robert, Julia, Mary e Cornelia. Nel 1807, Fulton e Livingston riuscirono insieme nell'impresa di costruire il primo battello a vapore commerciale, il Clermont (North River Steamboat), che trasportava passeggeri tra New York e Albany (New York). Il Clermont era in grado di completare un tragitto di 300 miglia in 32 ore. Dal 1811 fino alla sua morte, Fulton fu membro della Erie Canal Commission.
Fulton morì nel 1815 e fu sepolto nel Trinity Church Cemetery a New York, cimitero in cui erano stati sepolti altri famosi statunitensi come Alexander Hamilton e Albert Gallatin. I suoi discendenti sono il lanciatore della Major League Baseball Cory Lidle e Stacy Ogier Hancock.
Cinque navi della Marina degli Stati Uniti hanno portato il nome "USS Fulton" in onore di Robert Fulton:
- USS Fulton (1815)
- USS Fulton (1837)
- USS Fulton (SP-247)
- USS Fulton (AS-1)
- USS Fulton (AS-11)

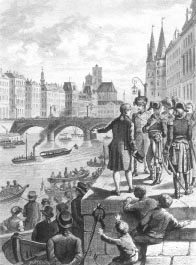
Fulton presenta i suoi battelli a Bonaparte nel 1803
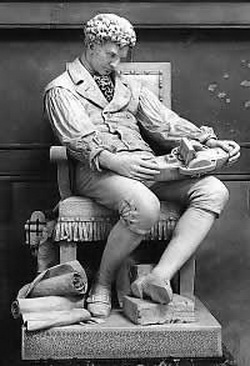
Statua di Fulton, opera di Howard Roberts, nella Statuary Hall del Campidoglio (Washington)
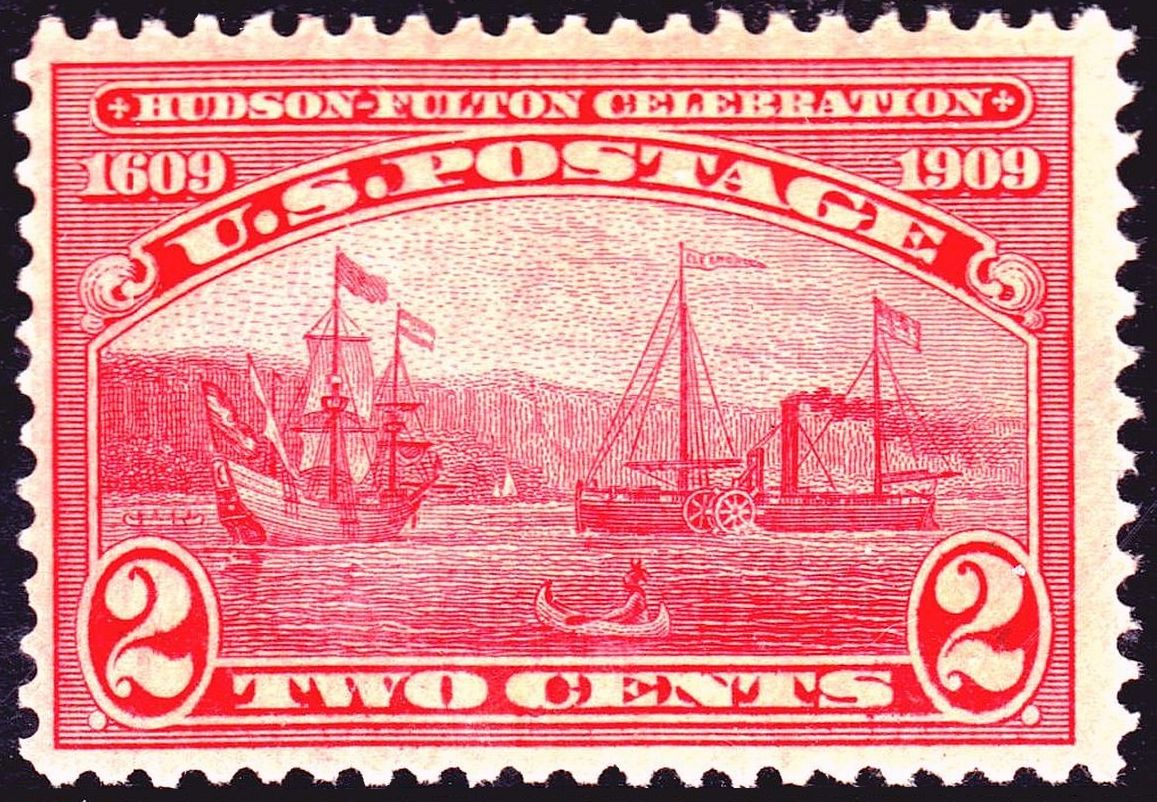
Francobollo commemorativo, 1909.
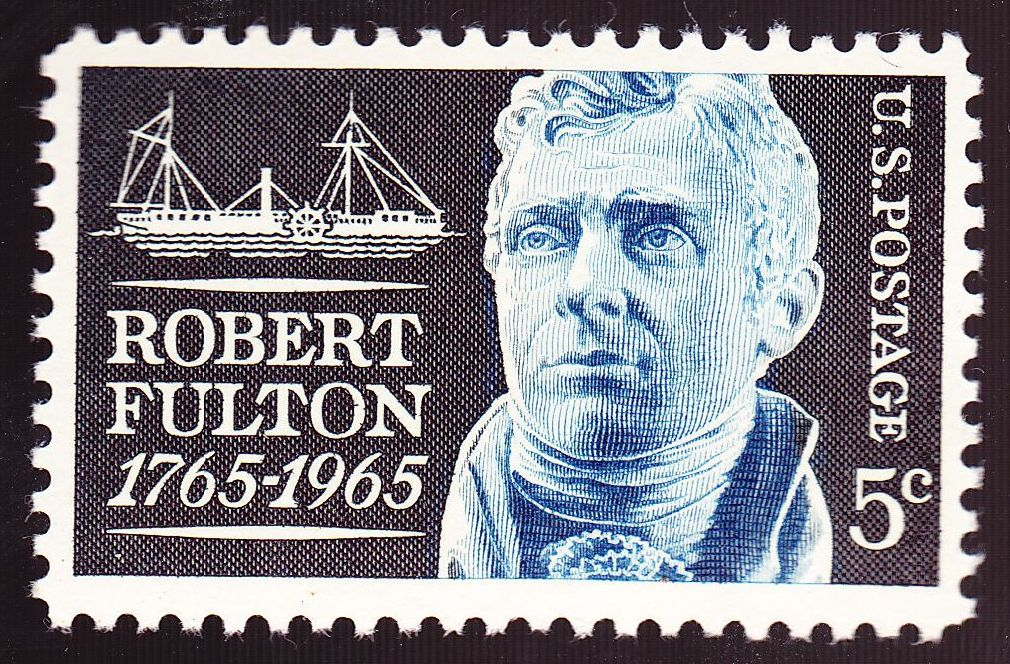
Robert Fulton 200º anniversario, 1965.
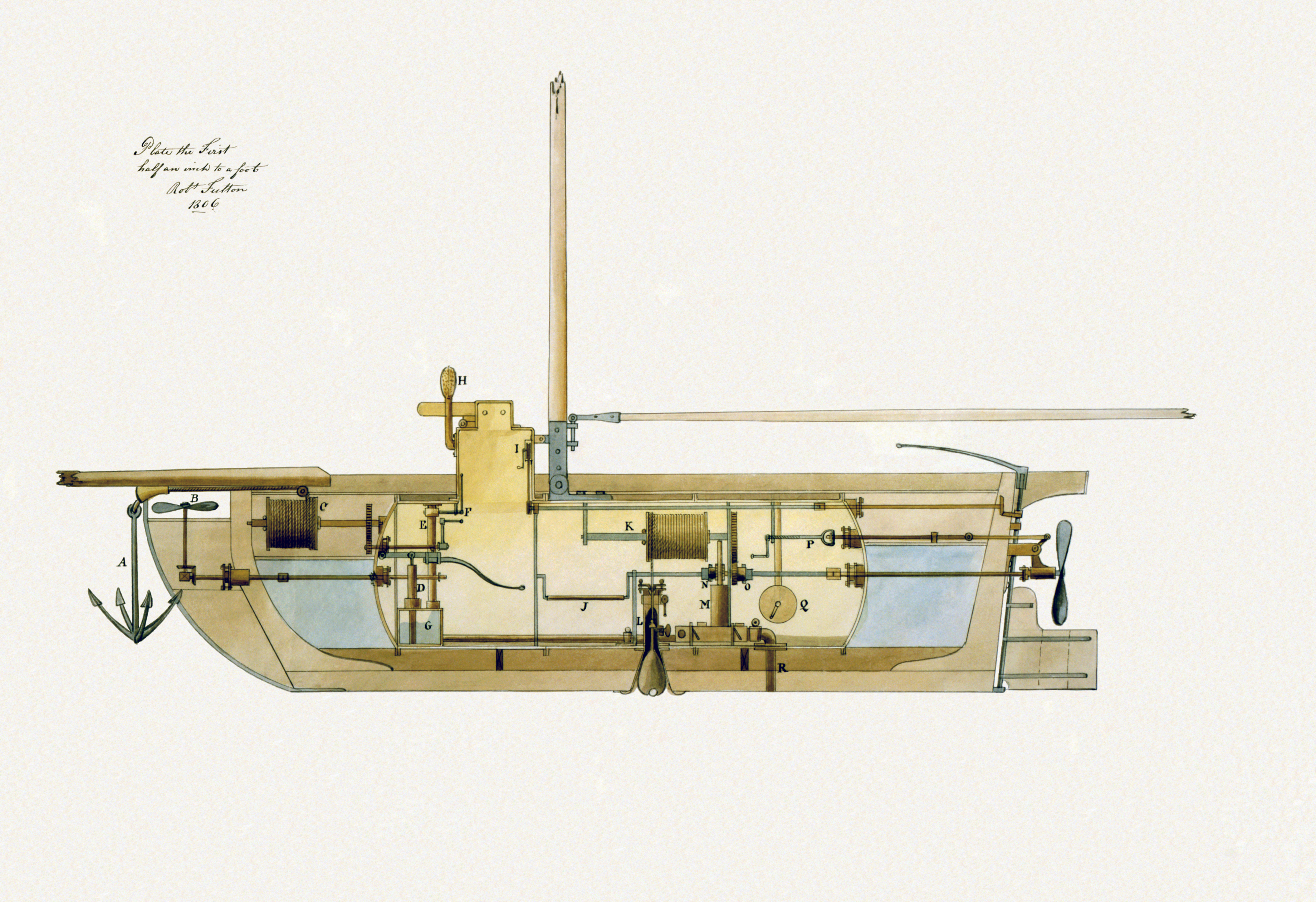
Progetto di un sottomarino disegnato da Robert Fulton.

## Pubblicazioni
- (EN)  Torpedo war, and submarine explosions published 1810.
- (EN)  A Treatise on the Improvement of Canal Navigation Archiviato il 31 dicembre 2004 in Internet Archive., 1796. From the University of Georgia Libraries in DjVu & layered PDF Archiviato il 24 agosto 2006 in Internet Archive. formats.
- (EN)  A Treatise on the Improvement of Canal Navigation 1796. From Rare Book Room.